# 足助重信
足助 重信（あすけ しげのぶ）は、鎌倉時代後期の武将。 

## 経歴・人物
三河国加茂郡足助荘の領主。弘安8年（1285年）の霜月騒動で所領を没収されて以降、足助氏は鎌倉幕府への不満を募らせており、重信も一族の足助重氏らと共に討幕運動に加わって新田義貞の鎌倉攻めに従軍したが、由比ヶ浜にて討死した。